# C. Erik Ridderstedt
Carl Erik Ridderstedt, skrev sig C. Erik Ridderstedt, född 30 juni 1915 i Stora Tuna församling i Kopparbergs län, död 17 juli 1982 i Täby församling i Stockholms län, var en svensk-amerikansk direktör.
C. Erik Ridderstedt var son till expeditören Jacob Ridderstedt och Hilda Mattsson samt bror till prästerna Matts, Hans och Lars Ridderstedt. Vidare var han farbror till Margareta Ridderstedt och Maria Ridderstedt. Morfadern Kalles Carl Mattsson är byggmästaren till Västertuna kapell i Dalarna.
Efter anställning vid Hakonbolaget i Borlänge blev han disponent vid Margarinbolaget i Falun och Örebro varefter han 1950 utvandrade till USA. Han fick så småningom anställning hos Falu Homeslojd i Chicago, där han efter en tid avancerade till chefsposition. Åren 1952 till 1957 importerade han svenska konsthantverksprodukter och skapade en marknad för bland annat Kosta kristall samt Stjernsundsur. Bland annat levererade han till Boys Town i Omaha, Nebraska en stor svensk kristallvas som tog sex månader att tillverka. 1957 grundade han Ridderstedt Manufacturing Corporation som bedrev tillverkning med svenska patent som bas fram till 1961, då företaget såldes till Kawneer Corporation.
Han var folkvald committeeman (kontaktperson för väljarna) i det Republikanska partiet och Deputy Sheriff i Kane County när han bodde i Batavia, Illinois, USA. Amerikansk medborgare blev han 1955.
Åren 1962 till 1970 var han verkställande direktör för B.F. Goodrich i Skandinavien med huvudkontor i Solna. Han arbetade från 1970 med Solna Marins och Albin Marins försäljningsagentur för Florida och lanserade och sålde där segeljakten Scampi i Saint Petersburg, men återkom 1974 till Sverige. I samarbete med Exportrådet och senare STU och Utvecklingsfonderna verkade han sedan via den äldre sonens företag med att bland annat främja båtexport till USA.
C. Erik Ridderstedt gifte sig 1940 med sångerskan Birgit Ridderstedt (1914–1985). De fick två söner: Stefan Ridderstedt (1945-2020), som blev civilekonom och företagare, och Lars Ridderstedt (född 1948), som verkat under artistnamnet  Lars Jacob och numera heter Jacob Truedson Demitz.
Han är tillsammans med hustrun begravd i Ridderstedtska släktgraven på Stora Tuna kyrkogård i Dalarna.